# Humberto Coelho
Humberto Manuel de Jesus Coelho (Cedofeita, 20 april 1950) is een Portugees voetbalcoach en voormalig voetballer. Tijdens zijn spelerscarrière was Coelho een centrumverdediger. Van 1997 tot 2000 was Coelho bondscoach van het Portugees voetbalelftal, zo ook op EURO 2000 in Nederland en België.

## Spelerscarrière
Coelho was een centrale verdediger die vaak scoorde en hij speelde voornamelijk voor Benfica, tevens zijn jeugdclub. Coelho heeft in totaal 66 doelpunten gemaakt in competitieverband, wat een redelijk hoog aantal is voor een speler op zijn positie. Coelho werd uitgeroepen tot Portugees voetballer van het jaar in 1974. In Frankrijk speelde hij voor eersteklasser Paris Saint-Germain van 1975 tot 1977. De club was indertijd niet succesvol en sterker nog, niet bepaald kapitaalkrachtig voor de normen van topclubs uit die bepaalde periode. Nadat hij slechts veertiende werd met PSG in 1977, verliet hij Parijs. Coelho keerde daarop terug naar Benfica en werd prompt drie keer Portugees landskampioen (Primeira Liga). Bovendien won hij vier Portugese bekers (Taça de Portugal). Opgeteld won hij acht maal de Primeira Liga en zes maal de Taça de Portugal, allemaal met Benfica. Hij speelde 64 maal voor het Portugees voetbalelftal, waarvan dertig optredens als aanvoerder. Hij stopte met profvoetbal in 1984.

## Trainerscarrière
Coelho begon zijn trainerscarrière een jaar nadat hij zijn spelerscarrière afsloot, in 1985. Zijn eerste jobs als trainer kreeg hij aangeboden bij SC Braga (1985–1986) en SC Salgueiros (1986–1987). Beide waren clubs uit de hoogste Portugese voetbalcompetitie, de Primeira Liga. Nadat hij stopte als trainer van Salgueiros sloeg Coelho elf jaar lang de trainersfuncties af. In 1997 kwam de Portugese voetbalbond met een aanbod om bondscoach te worden van zijn land, wat Coelho aannam. Artur Jorge moest Portugal naar het wereldkampioenschap voetbal 1998 in Frankrijk coachen. Hier slaagde Jorge niet in en Jorge werd ontslagen, waarna Coelho overnam.
Coelho leidde Portugal naar EURO 2000, georganiseerd door Nederland en België. Portugal viel op met een klinkende 3–0 zege tegen titelhouders Duitsland (hattrick van Sergio Conceiçao die de definitieve uitschakeling van Duitsland opleverde in de groepsfase) en kwalificatie voor de halve finale tegen Turkije met 2–0. Het Frankrijk van bondscoach Roger Lemerre, met Zinédine Zidane voorop in de loopgraven, betekende in de halve finale het einde voor de Portugezen. Een strafschop en golden goal van Zidane stuurde Coelho en co naar huis diep in de verlengingen. Frankrijk won ook het EK, met een golden goal van David Trézéguet tegen Italië.
Coelho stopte na EURO 2000 als bondscoach van Portugal en in oktober 2000 werd hij aangesteld als bondscoach van het Marokkaans voetbalelftal. Op 27 mei 2002 werd hij hier ontslagen nadat hij Marokko niet naar het wereldkampioenschap voetbal 2002 in Japan en Zuid-Korea wist te loodsen. Een jaar later nam hij de touwtjes in handen bij het Zuid-Koreaans voetbalelftal en bleef ongeveer een jaar bondscoach. Coelho wond er geen doekjes om: "Er loopt hier geen kwaliteit rond, ik kan er niks mee aanvangen." Desondanks won Coelho in 2003 met Zuid-Korea het inaugurele Oost-Aziatisch kampioenschap in de finale tegen Japan. Van 2008 tot 2009 was hij trainer van Al-Shabab in Saoedi-Arabië. Zijn laatste job als trainer was die van bondscoach van Tunesië. Coelho betaalde op 18 november 2009 het gelag na een 0–1 nederlaag tegen Mozambique, waardoor de Tunesiërs het wereldkampioenschap voetbal 2010 in Zuid-Afrika konden vergeten.

## Erelijst

### Speler
| Primeira Liga                 | 8x | 1968/69, 1970/71, 1971/72, 1972/73, 1974/75, 1980/81, 1982/83, 1983/84 |
| Taça de Portugal              | 6x |                                                                        |
| Supertaça Cândido de Oliveira | 1x | 1980                                                                   |

### Trainer
| Oost-Aziatisch kampioenschap voetbal | 1x | 2003 |